# 넓은귀관박쥐
넓은귀관박쥐(Rhinolophus euryotis)는 관박쥐과에 속하는 박쥐의 일종이다. 인도네시아와 파푸아뉴기니에서 발견된다.

## 특징
보통 크기의 박쥐로 몸길이는 54~73mm, 전완장은 50~58.5mm이다. 꼬리 길이는 16~28mm, 발 길이는 11~15mm, 귀 길이는 19~26.5mm, 몸무게는 최대 21.5g이다.

## 생태
석회암 동굴과 탄광 등에서 수천 마리씩 무리를 지어 생활한다. 먹이는 땅에서 낮게 비행하는 곤충이다. 10월에 파푸아뉴기니 바탄타섬에서는 8월에는 뉴브리튼섬에서 임신했거나 젖을 먹이는 암컷을 포획할 수 있다. 한 번에 적은 수의 새끼를 낳는다.

## 분포 및 서식지
술라웨시섬부터 티모르섬과 뉴기니섬을 거쳐 비스마르크 제도까지 오스트레일리아 생물지리구에 널리 분포한다. 해발 1,600m 이하의 숲과 맹그로브에서 서식한다.

## 아종
6종의 아종이 알려져 있다.
- R. e euryotis - 암본섬, 스람섬, 얌데나섬, 티모르섬
- R. e aruensis (Andersen, 1907) - 아루제도
- R. e burius (Hinton, 1925) - 부루섬
- R. e praestens (Andersen, 1905) - 카이 베사르
- R. e tatar (Bergmans & Rozendaal, 1982) - 술라웨시섬
- R. e timidus (Andersen, 1905) - 말루쿠 제도 북구 할마헤라섬, 바칸, 비사, 뉴기니, 바탄타, 야펜, 키리위나, 비스마르크 제도 듀크오브요크섬, 뉴브리튼, 뉴아일랜드